# Ait Hichem
 (septembre 2020).
Si vous disposez d'ouvrages ou d'articles de référence ou si vous connaissez des sites web de qualité traitant du thème abordé ici, merci de compléter l'article en donnant les références utiles à sa vérifiabilité et en les liant à la section « Notes et références ».
Cet article concerne le village algérien. Pour le village marocain, voir Aït Hichem.
Aṭ Hichem ou Aṭ Hicem est un village de Kabylie, chef-lieu de la commune d'Aït Yahia, dans la wilaya de Tizi-Ouzou, en Algérie.

## Histoire
Le village participe à l’insurrection de 1871 , avec des archives de nombreux hommes du village assassiné par les troupes françaises, d’autre déporté vers les autres colonies d’outre-mer. Pendant la guerre de libération nationale, un camp militaire Français et une SAS s’installe en 1957 sur les hauteurs de l’école construite en 1892 et la crête qui la domine à l’entrée principale du village. Ce qui n’empêchera pas la population du village de participer à la révolution avec une cellule de maquisards et un réseau très organisé d’agents de liaison. 17 hommes et 2 femmes du village furent tués durant ces années de guerre.  

## Géographie
Le village se trouve à 3 km de la ville de Ain El Hammam, sur la RN71 qui relie Ain El Hammam et Azazga. Il est desservi aussi par la Route départementale W150 qui relie la RN12 et la RN71 de Cɛayeb (Mekla) à Aït Hichem via Aṭ Fraawṣen notamment les villages de Mesloub, Maḥmud...
Il est limité par Bushel et Issendlene au nord, Tafrawt au nord-est, Aṭ Ziri à l'Est, Aṭ Mlal et la ville de Ain El Hammam au sud, Budafal à l'Ouest.
Le village d'Aṭ Hichem constitue le plus haut sommet habité de la commune d'Aït Yahia à 1153 mètres d'altitude, après le sommet de Taqaɛett Iḍebbalen (1157 m) et Ighil N'Sebt qui abrite l'actuel C.F.P.A de A.E.H (1202m).
Aṭ Hichem compte trois petits hameaux·(Idermans) (Aṭ Wesbaɛ, Aṭ Maḍi, Aṭ Mendil) et récemment Sebt qui est le quartier où est implanté l'actuel chef-lieu de la commune de Aït Yahia, appelé aussi Axnaq Userdun, on y trouve en plus de la mairie plusieurs locaux commerciaux, des appartements ainsi qu'une usine de prêt à porter (cotitex). Le siège de l'A.P.C est en cours de transfert, un nouveau siège est en construction à Taqaɛett Iḍebbalen, la nouvelle-ville d'Aṭ Yahia, à la sortie nord de Aṭ Hicem sur la route de Mekla. Taqaɛett Iḍebbalen abritera en outre un lycée, des immeubles à usage d'habitation et des locaux commerciaux.

## Galerie de photos

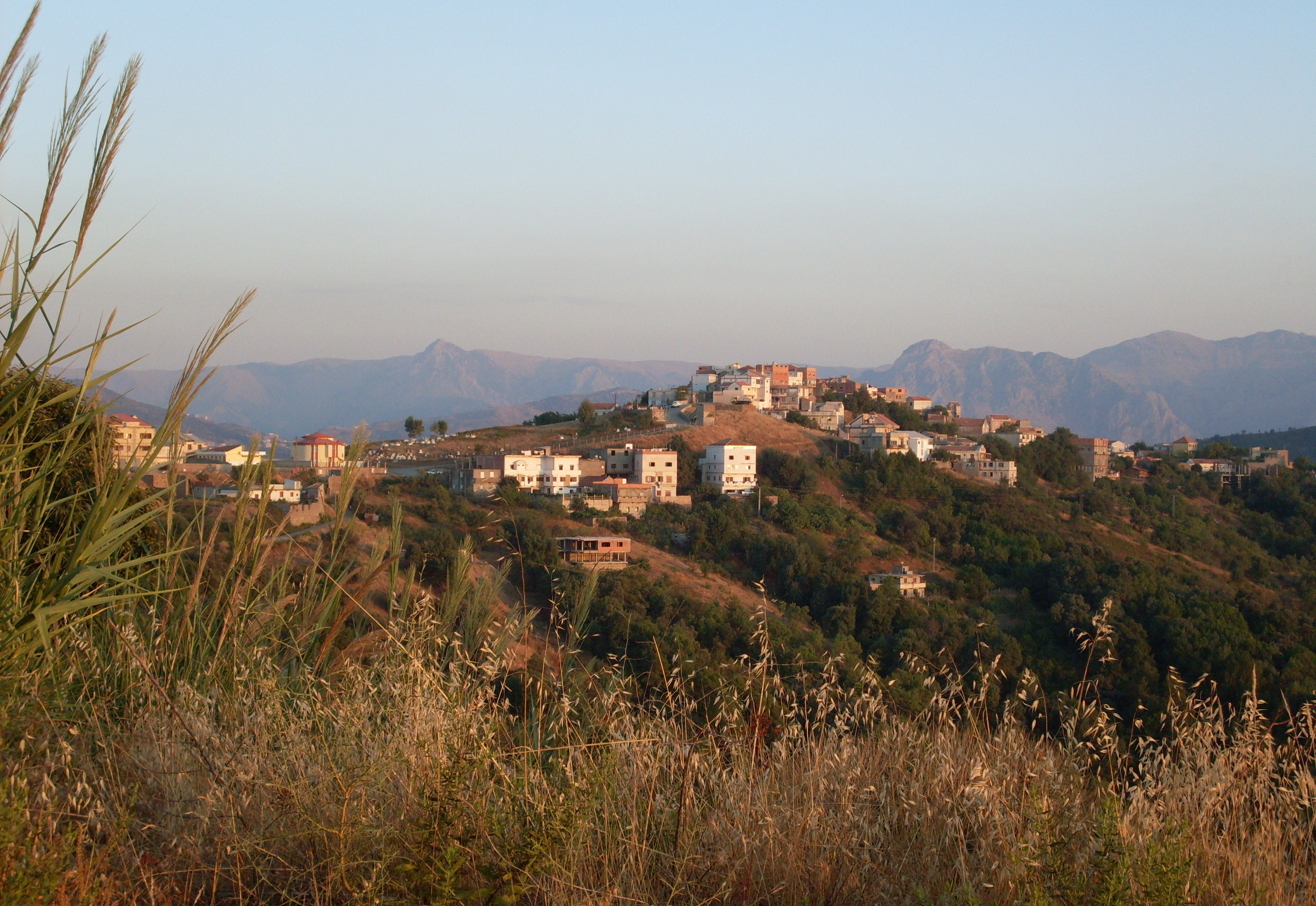
Ait Hichem entrée nord-ouest
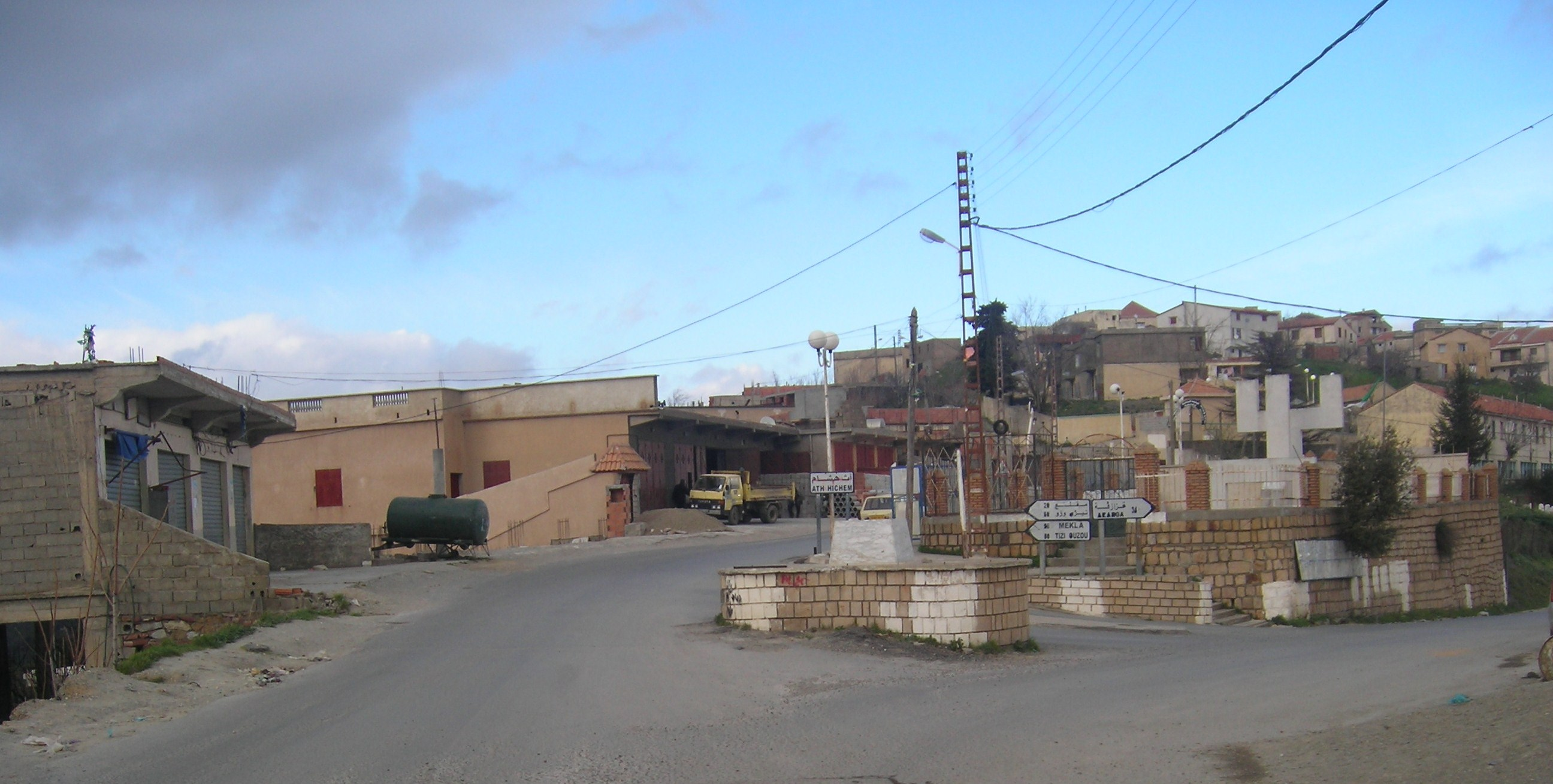
Tizi n ddeq ou Tiplakin à l'entrée du village Ait-Hichem